# Elektriciteitscentrale Studstrup
Elektriciteitscentrale Studstrup (Studstrupværket) ligt bij Studstrup in de gemeente Aarhus in Denemarken.
Deze warmte-krachtcentrale heeft twee actieve eenheden (Unit 3 en 4) die zowel op aardolie als kolen gestookt kunnen worden en sinds kort ook biomassa. De twee eenheden uit 1984 en 1985 hebben een totale capaciteit van 714MW.  Eigenaar is Dong Energy.